# Si può fare (album)
Si può fare è un album di Angelo Branduardi, il primo pubblicato dalla EMI, nel 1993.
Il cambio di casa discografica non incide comunque sul suo modo di lavorare, i testi sono sempre di Luisa Zappa e le musiche dello stesso Branduardi, gli arrangiamenti sono affidati a Vince Tempera che dirige e produce, insieme al cantautore, anche il disco. Registrato presso lo studio Isola di Milano, da Bruno Malasoma.
L'album, introdotto da una citazione della "Mourisque" di Tylman Susato e ricco di influenze folk-rock e blues americane, riporta Branduardi nella top 10 degli album più venduti in Italia.

## Tracce
1. Si può fare - 4:24
2. Il viaggiatore - 4:48
3. Noi, come fiumi - 5:06
4. Casanova - 3:19
5. Forte - 4:30
6. Indiani - 6:55
7. Cambia il vento, cambia il tempo - 5:05
8. L'ombra - 4:28
9. Devi trattarla bene - 3:58
10. Prima di ripartire - 2:25

## Versione in francese
Traduzione dei testi a cura di Pierre Grosz.
1. Ça se fait
2. Le voyageur
3. Nous, comme des rivières
4. Casanova revient
5. Fort
6. Chant indien
7. Changement de vent, changement de temps
8. L'ombre
9. Ne la laiss' pas tomber
10. Avant de repartir

## Formazione
- Angelo Branduardi: voce, cori, chitarra, violino
- Naco: percussioni
- Zachary Richard: fisarmonica
- Gigi Cappellotto: basso
- Ellade Bandini: batteria
- Vince Tempera: pianoforte, organo Hammond, tastiera
- Massimo Luca: chitarra, slide guitar, dobro
- Jorma Kaukonen: chitarra elettrica, lap steel guitar
- Fabio Treves: armonica

## Classifiche

### Classifiche settimanali
| Classifica (1993) | Posizione massima |
| ----------------- | ----------------- |
| Europa            | 96                |
| Italia            | 10                |